# Гришино (Гришинское сельское поселение)
Гришино  — деревня в Оленинском муниципальном округе Тверской области, до 2019 года являлась центром Гришинского сельского поселения.

## География
Находится в 12 км к юго-востоку от райцентра Оленино.

## История
186 жителей и 67 хозяйств в 1996 году.
07.10.2016 г. было принято решение «Об утверждении проекта Генерального плана на часть территории Гришинского сельского поселения населенных пунктов д. Гришино, д. Пустошка, д. Талица Оленинского района Тверской области»

## Население
| 1996 | 2002 | 2010 |
| ---- | ---- | ---- |
| 186  | ↘151 | ↘125 |

## Инфраструктура
В деревне имеется МКОУ Гришинская основная общеобразовательная школа (открыта в 1991 году), Гришинский ФАП